# Pjotr Wassiljewitsch Stschastliwy
Pjotr Wassiljewitsch Stschastliwy (russisch Пётр Васильевич Счастливый; * 18. April 1979 in Wichorewka, Russische SFSR) ist ein russischer Eishockeyspieler.

## Karriere

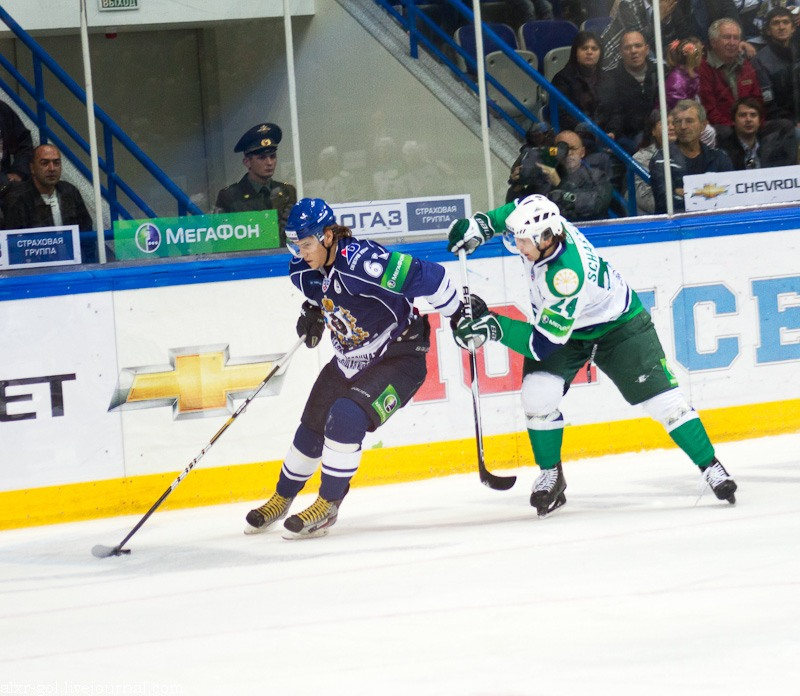
Sergei Plotnikow (li.) und Pjotr Stschastliwy (re.), September 2011

Pjotr Stschastliwy begann seine Karriere 1998 bei Lokomotive Jaroslawl. Beim NHL Entry Draft 1998 wählten die Ottawa Senators ihn in der vierten Runde an der 101. Stelle aus. Ab der Saison 1999/2000 spielte der Stürmer bei den Ottawa Senators, wo er 108 NHL-Spiele absolvierte. In der Saison 2003/04 stand der Russe nach einem Tausch mit Todd Simpson 22-mal für die Mighty Ducks of Anaheim auf dem Eis. Von 2004 bis 2006 wurde er wieder von Jaroslawl verpflichtet. Die Spielzeit 2006/07 verbrachte er bei Chimik Moskowskaja Oblast. Zwischen 2007 und Januar 2010 stand Stschastliwy beim HK ZSKA Moskau unter Vertrag, bevor er im Tausch gegen Ilja Subow an Salawat Julajew Ufa abgegeben wurde.
Vor der Saison 2012/13 wurde Stschastliwy dann vom Torpedo Nischni Nowgorod verpflichtet, spielte aber ab Dezember 2013 ausschließlich bei Torpedos Partnerteam HK Sarow in der Wysschaja Hockey-Liga. Die folgende Saison begann er bei Dinamo Riga, wechselte aber im Dezember 2014 zum HK Sotschi. Im August 2016 kehrte er zu Dinamo zurück und absolvierte für den lettischen Klub in der Saison 2016/17 46 KHL-Partien, in denen ihm zwölf Scorerpunkte gelangen. Anschließend unterschrieb er im August 2017 einen Vertrag bei KHL-Absteiger Metallurg Nowokusnezk aus der Wysschaja Hockey-Liga, verließ den Verein jedoch im Oktober des gleichen Jahres.

### International
Stschastliwy spielte mit der russischen Nationalmannschaft bei der Weltmeisterschaft 2007 und gewann die Bronzemedaille, wobei er in acht Spielen drei Treffer und einen Assist für sich verbuchen konnte. Während seiner Juniorenzeit hatte er bei der U20-Junioren-Weltmeisterschaft 1999 die Goldmedaille gewonnen.
Stschastliwy ist mit der ehemaligen lettischen Leichtathletin Ineta Radēviča (* 1981) verheiratet.

## Erfolge und Auszeichnungen
- 1999 Goldmedaille bei der U20-Junioren-Weltmeisterschaft
- 2007 Bronzemedaille bei der Weltmeisterschaft
- 2011 Gagarin-Cup-Gewinn mit Salawat Julajew Ufa

## Statistik
(Stand: Ende der Saison 2016/17)